# Charles Bronson
Charles Bronson, właśc. Charles Dennis Buchinsky (ur. 3 listopada 1921 w Ehrenfeld k. Pittsburgha, zm. 30 sierpnia 2003 w Los Angeles) – amerykański aktor filmowy i telewizyjny pochodzenia litewskiego.
W 1972 podczas 29. ceremonii wręczenia Złotych Globów został uhonorowany Nagrodą Henrietty (Henrietta Award) dla najbardziej popularnego aktora filmowego. 10 grudnia 1980 otrzymał własną gwiazdę w Alei Gwiazd w Los Angeles znajdującą się przy 6901 Hollywood Boulevard.

## Wczesne lata

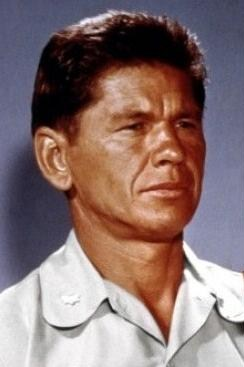
Charles Bronson, 1961

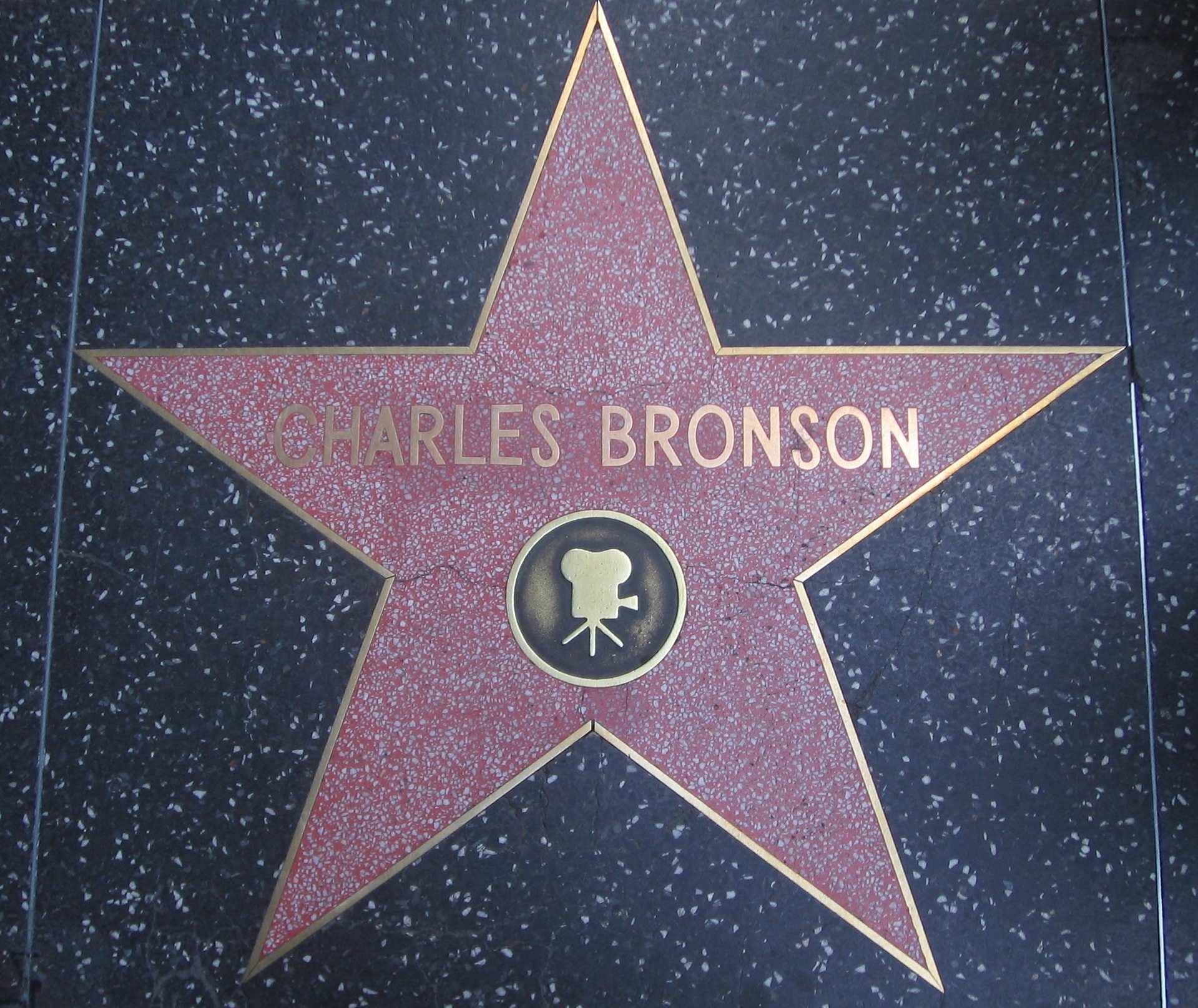
Gwiazda w hollywoodzkiej Alei Sławy

Urodził się w Ehrenfeld k. Pittsburgha w rodzinie emigrantów z terenów dzisiejszej Litwy, jako dziewiąte dziecko w piętnastoosobowej rodzinie. Jego ojciec, Walter Buchinski (Vladislavas Valteris Paulius Bučinskas/Bučinskis), Tatar lipkowski, wyemigrował do Ameryki z Druskienik, matka zaś, Mary (z domu Valinsky), była córką imigrantów litewskich pracujących w kopalni antracytu w Tamaqua w Pensylwanii. W szkole uznawał się, czy też był uznawany, za Litwina i Rosjanina.
Straciwszy ojca, w wieku 10 lat podjął pracę w miejscowej kopalni, równocześnie się ucząc. Wedle wspomnień Bronsona, jego rodzina była w dobie wielkiego kryzysu tak uboga, że do szkoły South Fork High School w Ehrenfeld uczęszczał w sukience po siostrze.
W 1943 wstąpił do Korpusu Powietrznego Armii Stanów Zjednoczonych i od 1945 służył jako strzelec pokładowy na bombowcach B-29 stacjonujących na Pacyfiku (Guam). Za odniesione w wojnie rany został odznaczony Purpurowym Sercem.
W okresie makkartyzmu zmienił nazwisko na Bronson w obawie, że „Buchinsky” kojarzyć się może z nazwiskami rosyjskimi. Imał się różnych zawodów, był górnikiem, bokserem, kierowcą.
W 1949 uczył się aktorstwa w Pasadena Community Playhouse.

## Kariera aktorska
Karierę aktorską rozpoczął w 1951. Początkowo odgrywał epizody, wcielając się w gangsterów i Indian. Popularność zdobył po występie w westernie Siedmiu wspaniałych (1960) oraz Wielkiej ucieczce (1963). Sukces odniósł też dzięki rolom w Parszywej dwunastce (1967) i Pewnego razu na Dzikim Zachodzie (1968). Często grywał Polaków i osoby polskiego pochodzenia (Wielka ucieczka, Bitwa o Ardeny, Parszywa dwunastka, Akt zemsty).
Od lat 70. wcielał się głównie w postacie „twardych mężczyzn”, m.in. Paula Kerseya w serii Życzenie śmierci.

## Życie prywatne
W ostatnich latach życia ujawniły się u niego pierwsze objawy choroby Alzheimera. Zmarł 30 sierpnia 2003 w wieku 81 lat na zapalenie płuc w szpitalu Cedars-Sinai Medical Center w Los Angeles.

## Filmografia

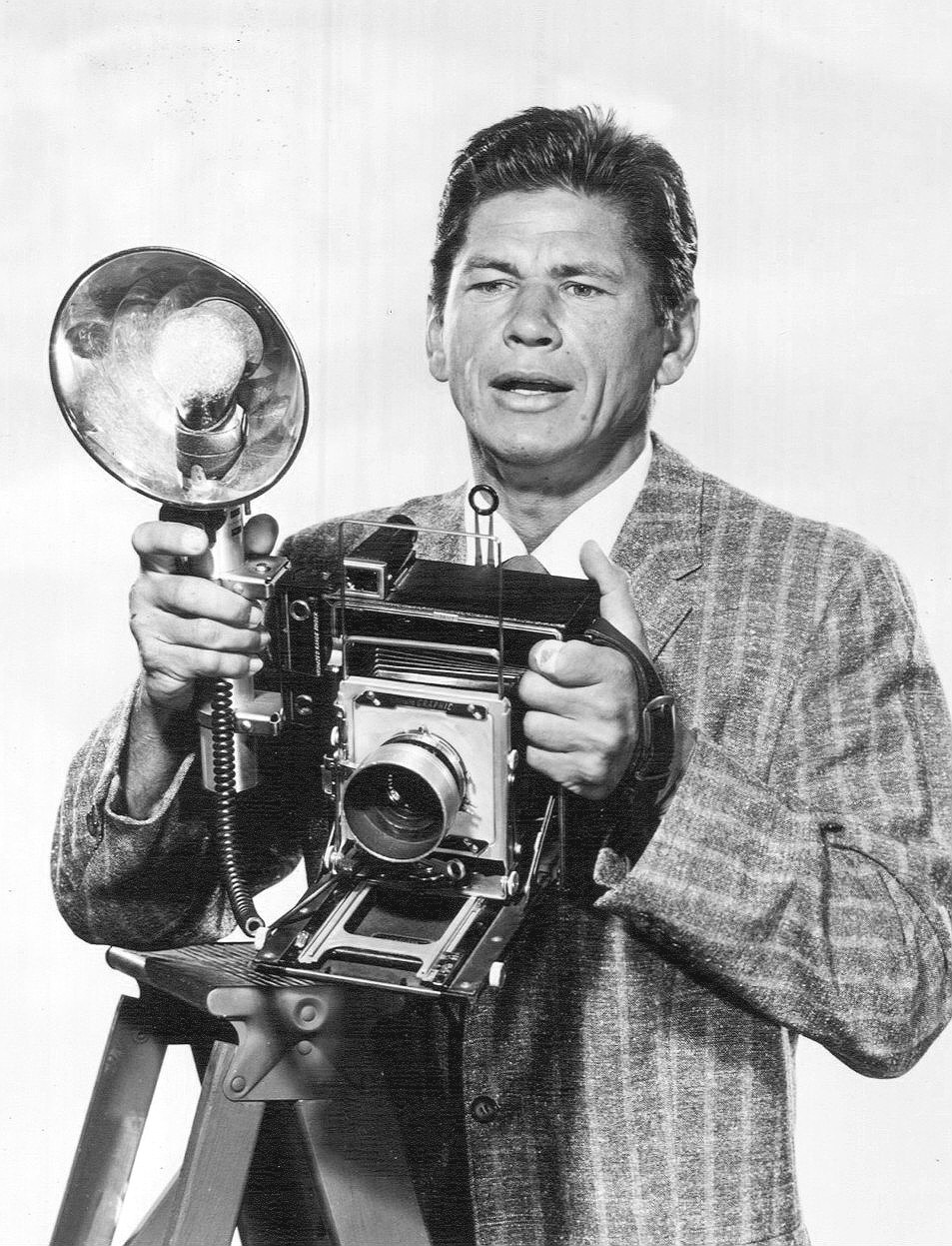
Charles Bronson w programie Man with a Camera, 1959

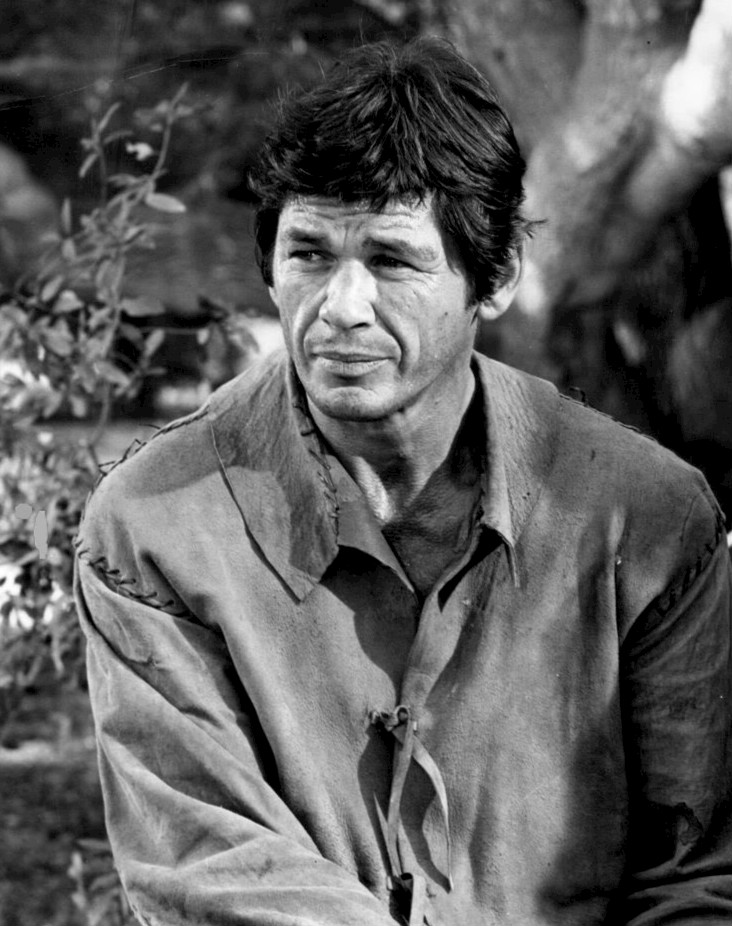
Charles Bronson na planie serialu The Travels of Jaimie McPheeters, 1963

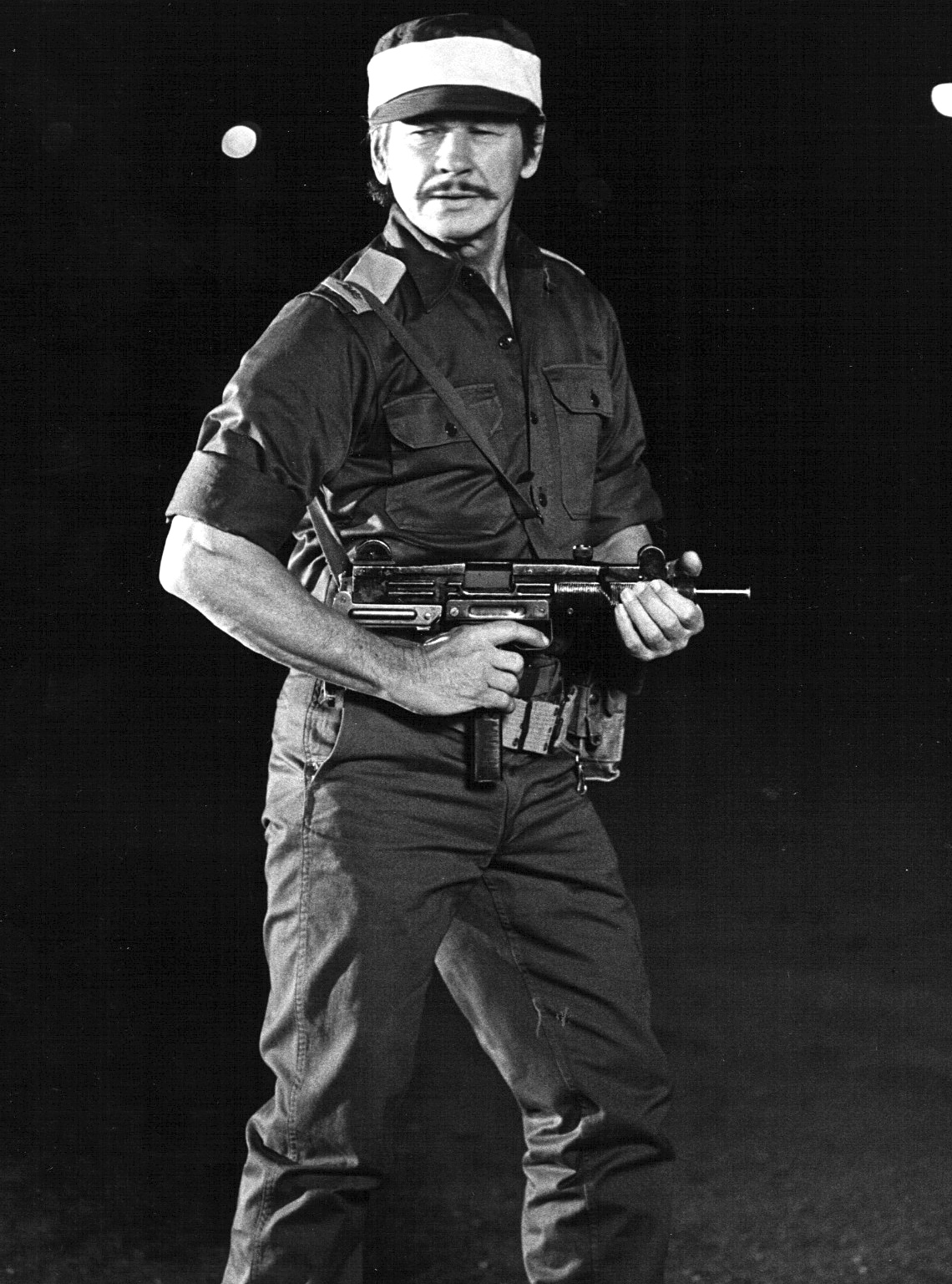
Charles Bronson jako gen. Dan Szomron w filmie Atak na Entebbe, 1977

- The Mob (1951) jako Jack, robotnik portowy (debiut aktorski)
- The People Against O’Hara (1951) jako Angelo Korvac
- You’re in the Navy Now (1951) jako Wascylewski
- Kurier dyplomatyczny (1952) jako rosyjski agent
- Pat i Mike (1952) jako Henry „Hank” Tasling
- Panna Sadie Thompson (1953) jako szeregowy Edwards
- Gabinet figur woskowych (1953) jako Igor
- Ostatnia walka Apacza (1954) jako Hondo
- Vera Cruz (1954) jako Pittsburgh
- Ranczo w dolinie (1956) jako Reb Haislipp
- Tak niewielu (1959) jako sierż. John Danforth
- Siedmiu wspaniałych (1960) jako Bernardo O’Reilly
- Władca świata (1961) jako John Strock
- X-15 (1961) jako ppłk Lee Brandon
- Kid Galahad (1962) jako Lew Nyack
- Wielka ucieczka (1963) jako por. Danny Velinski
- Czworo z Teksasu (1963) jako Matson
- Diabelska broń (1965) jako Linc Murdock
- Brodziec (1965) jako Cos Erickson
- Bitwa o Ardeny (1965) jako mjr Wolenski
- Przeznaczone do likwidacji (1966) jako J.J. Nichols
- Parszywa dwunastka (1967) jako Joseph Wladislaw
- Żegnaj przyjacielu (1968) jako Franz Propp
- Villa Rides (1968) jako Rodolfo Fierro
- Strzelby dla San Sebastian (1968) jako Telco
- Pewnego razu na Dzikim Zachodzie (1968) jako człowiek z harmonijką
- Lola (1969) jako Scott Wardman
- Pasażer w deszczu (1970) jako płk Harry Dobbs
- Najemnicy (1970) jako Josh Corey
- Miasto przemocy (1970) jako Jeff Heston
- Zimny pot (1970) jako Joe Moran (Joe Martin)
- Ktoś za drzwiami (1971) jako przybysz
- Samuraj i kowboje (1971) jako Link Stuart
- Mechanik (1972) jako Arthur Bishop
- Chato (1972) jako Chato
- Joe Valachi (1972) jako Joe Valachi
- Kamienny zabójca (1973) jako Lou Torrey
- Konie Valdeza (1973) jako Chino Valdez
- Mr. Majestyk (1974) jako Vince Majestyk
- Życzenie śmierci (1974) jako Paul Kersey
- Brawurowe porwanie (1975) jako Nick Colton
- Ciężkie czasy (1975) jako Chaney
- Przełęcz Złamanych Serc (1975) jako John Deakin
- Ucieczka z otchłani lub Brawurowe porwanie (1975) jako Nick Colton
- St. Ives lub Detektyw z powołania (1976) jako Raymond St. Ives
- Od południa do trzeciej (1976) jako Graham Dorsey
- Telefon (1977) jako mjr Grigorij Borzov
- Atak na Entebbe (1977) jako gen. Dan Szomron
- Biały bizon (1977) jako Bill Hickoc
- Miłość i kule (1979) jako Charlie Congers
- Granica (1980) jako Jeb Maynard
- Caboblanco (1980) jako Gifford „Giff” Hoyt
- Śmiertelne polowanie (1981) jako Albert Johnson
- Życzenie śmierci 2 (1982) jako Paul Kersey
- Za dziesięć minut północ (1983) jako Leo Kessler
- Zło, które człowiek czyni (1984) jako Holland/Bart Smith
- Życzenie śmierci 3 (1985) jako Paul Kersey
- Prawo Murphy’ego (1986) jako Jack Murphy
- Akt zemsty (1986) jako Joseph „Jock” Yablonski
- Życzenie śmierci 4 (1987) jako Paul Kersey
- Zamach (1987) jako Jay Killion
- Posłaniec śmierci (1988) jako Garret Smith
- Zakazane tematy (1989) jako Crowe
- Gdzie jesteś Święty Mikołaju? (1991) jako Francis Church
- Indiański biegacz (1991) jako pan Roberts
- Donato i córka (1993) jako Mike Donato
- Wilk morski (1993) jako kpt. Wolf Larsen
- Życzenie śmierci 5 (1994) jako Paul Kersey
- Rodem z policji lub Rodzina gliniarzy (1995) jako Paul Fein
- Rodem z policji 2 lub Prawo rodziny: Próba wiary (1997) jako Paul Fein
- Rodem z policji 3 lub Prawo rodziny: W kręgu podejrzeń (1999) jako Paul Fein